# Louis Straker
Louis Straker (né en 1944), est un homme politique saint-vincentais et grenadin. Vice-Premier ministre depuis 2001 et ministre des Affaires étrangères depuis le 8 décembre 2005.
Il fut ministre du Commerce, du Travail et des Affaires étrangères de 2001 au 17 mai 2005, ministre des Transports du 17 mai 2005 au 8 décembre 2005.
Il est fait chevalier commandeur de l'ordre de Saint-Michel et Saint-Georges en décembre 2005.